# Strada europea E18
La E18 è una strada europea che collega Craigavon in Irlanda del Nord a San Pietroburgo in Russia, passando per la Scozia, Norvegia, Svezia e Finlandia.
La sua lunghezza complessiva è pari a 1 890 chilometri (1 170 mi).

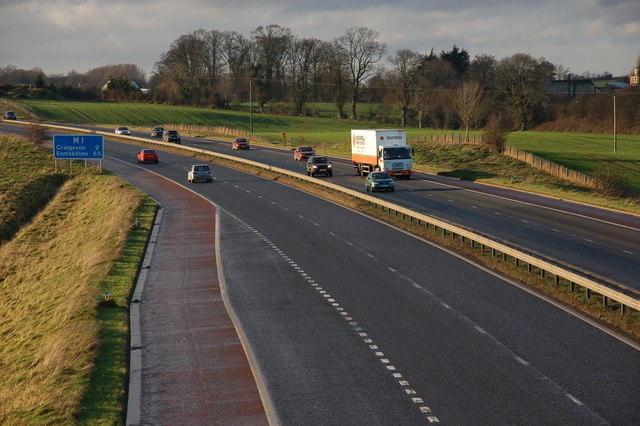
La M1 nei pressi di Craigavon, Irlanda del Nord

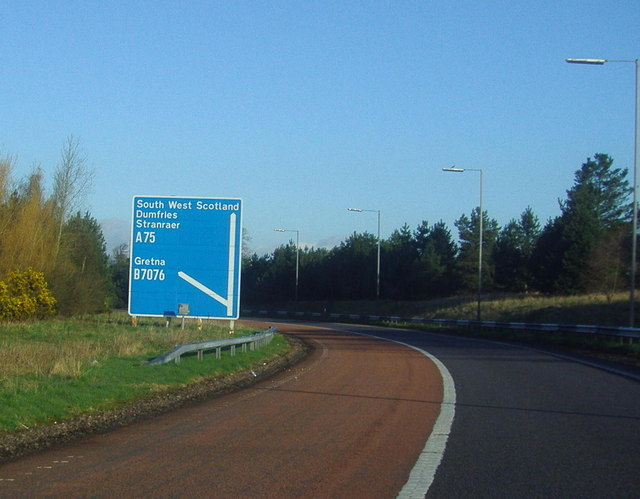
La A75 nei pressi di Gretna, Scozia

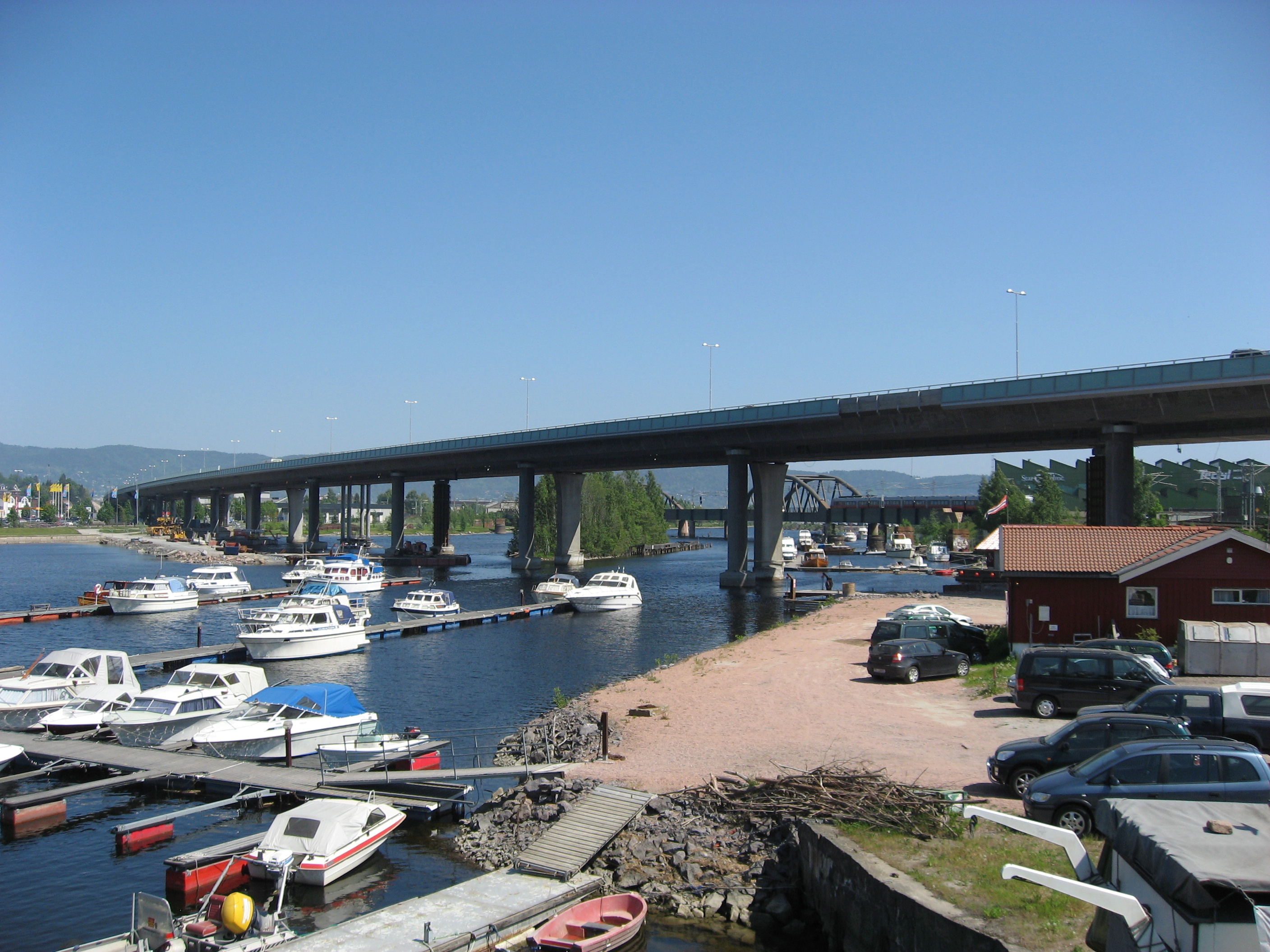
Il percorso della E18 conduce attraverso il Drammen Bridge, Norvegia

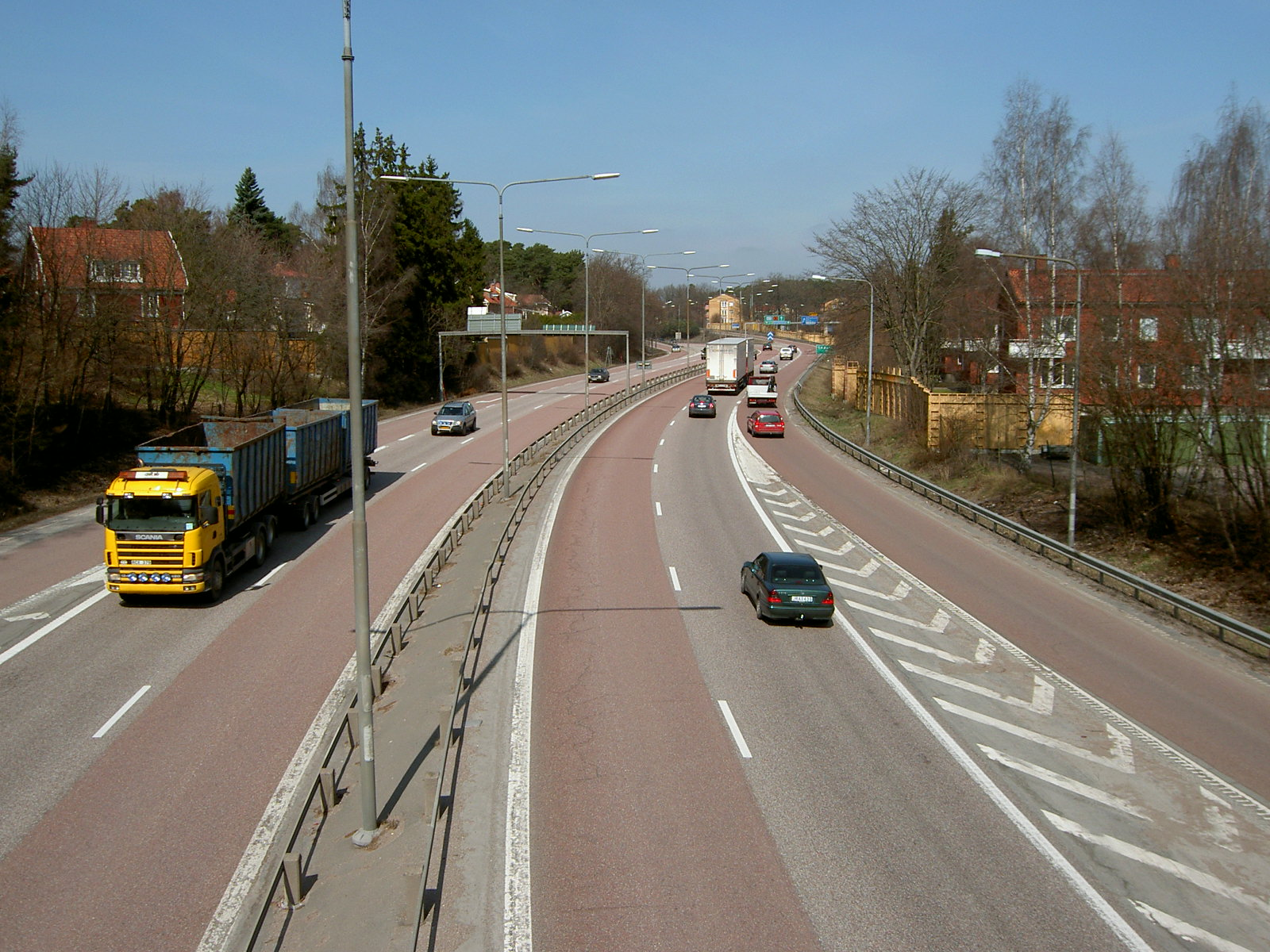
L'E18 attraversa Västerås, Svezia

## Regno Unito
La strada inizia in Irlanda del Nord collegando Craigavon (M1) , Belfast (M2, A8) , Larne; poi in Scozia: Stranraer, Dumfries and Galloway (A75) , Gretna; poi l'Inghilterra attraversando (M6) - Carlisle (A69) a Newcastle. Come tutte le strade europee, non è segnalato come tale nel Regno Unito.

## Norvegia e Svezia
Da qui il percorso continua sul suolo norvegese toccando principalmente le cittadine di Kristiansand, Arendal, Porsgrunn, Larvik, Sandefjord, Tønsberg, Horten, Drammen, Oslo, Ås e Askim, continuando in Svezia attraverso Karlstad, Örebro, Västerås e Stoccolma/Kapellskär.
La lunghezza è di 415 km in Norvegia e 510 km in Svezia.

## Finlandia
Il collegamento sul Mar Baltico dalla Svezia alla Finlandia è Turku / Naantali effettuato da navi gestite da Silja Line e Viking Line.
In teoria è anche possibile attraversare il mare attraverso le Åland e le isole Åboland da un'isola all'altra su ponti, dai traghetti per cavi e traghetti lungo la Saaristomeri, ma questo percorso non è segnalato come facenti parte della E18.
La strada riprende poi in Finlandia passando per Mariehamn (Åland), Turku, Helsinki, Kotka.
USCITE DA HELSINKI A CONFINE
SÖDERKULLA
KULLO
PORVOO
VANHAKYLÄ GAMMELBY
LOVIISA
PYHTÄÄ
SILTAKYLÄ BROBY
KYMINKARTANO
KOTKA
MÄENPÄÄ
SAUNANIEMI
HAMINA
VAALIMAA

## Russia
Attraversando il confine si entra in territorio russo: dopo aver superato la città di Vyborg, la E18 termina il proprio corso a San Pietroburgo.
Il percorso si snoda attraverso il nord-ovest dell'Oblast' di Leningrado e per lo più attraverso zone scarsamente popolate. Dal 2003, dopo l'apertura della circonvallazione di Vyborg la E18 non attraversa il centro cittadino di Vyborg. Vicino a San Pietroburgo il percorso si snoda attraverso la periferia della città baltica, Sestroretsk e Olgino. E18 termina al confine occidentale di San Pietroburgo.